# Ширковы
Ширковы — древний дворянский род.
Согласно Общему Гербовнику:

Многие Ширковы служили Российскому Престолу Стольниками и в иных чинах, и жалованы были от Государей в 1684-м и других годах поместьями. Все это доказывается жалованной грамотой на поместья, приложенной к определению Курского дворянского собрания, по которому род Ширковых внесён в дворянскую родословную Книгу в 6-ю её часть древнего дворянства.
Другой род дворян Ширковых — от Ивана Алексеевича Ширкова, лейб-компании гренадера, жалованного дворянским дипломом (25.11.1751), герб внесён в Сборник Дипломных Гербов, Т.16, № 45.

## Описание герба
В щите имеющем голубое поле изображён серебряный Ключ, положенный на Стул красного цвета, имеющий ножки и по сторонам три Кисти золотые. Щит увенчан обыкновенным дворянским шлемом с дворянской на нём Короной, на поверхности которой видна Рука в латах держащая Шпагу. Намёт на щите голубой, подложенный золотом.

## Известные представители
- Ширков Никифор Петрович — стольник ( 1690-1692).
- Ширков Никита Корнеевич — московский дворянин (1692)[2].
- Ширков Николай Владимирович (13 августа 1862 — 28 августа 1907) — председатель Льговской уездной земской управы, депутат Государственной думы I созыва от Курской губернии.